# Rakverella
Rakverella is een geslacht van uitgestorven kreeftachtigen uit de klasse van de Ostracoda (mosselkreeftjes).

## Soorten
- Rakverella (Pectidolon) antica Olempska, 1994 †
- Rakverella bonnemai Oepik, 1937 †
- Rakverella pectinata (Oepik, 1937) Sidaravichiene, 1992 †
- Rakverella spinosa Oepik, 1937 †